# Luis Ramírez de Lucena
 Luis Ramírez de Lucena, född omkring 1465, död 1530, var en spansk schackspelare och författare. Han är mest känd för att ha givit ut den äldsta, bevarade, tryckta schackboken.
Inte så mycket är känt om Lucenas liv. Han var troligen son till diplomaten Don Juan Ramírez de Lucena.

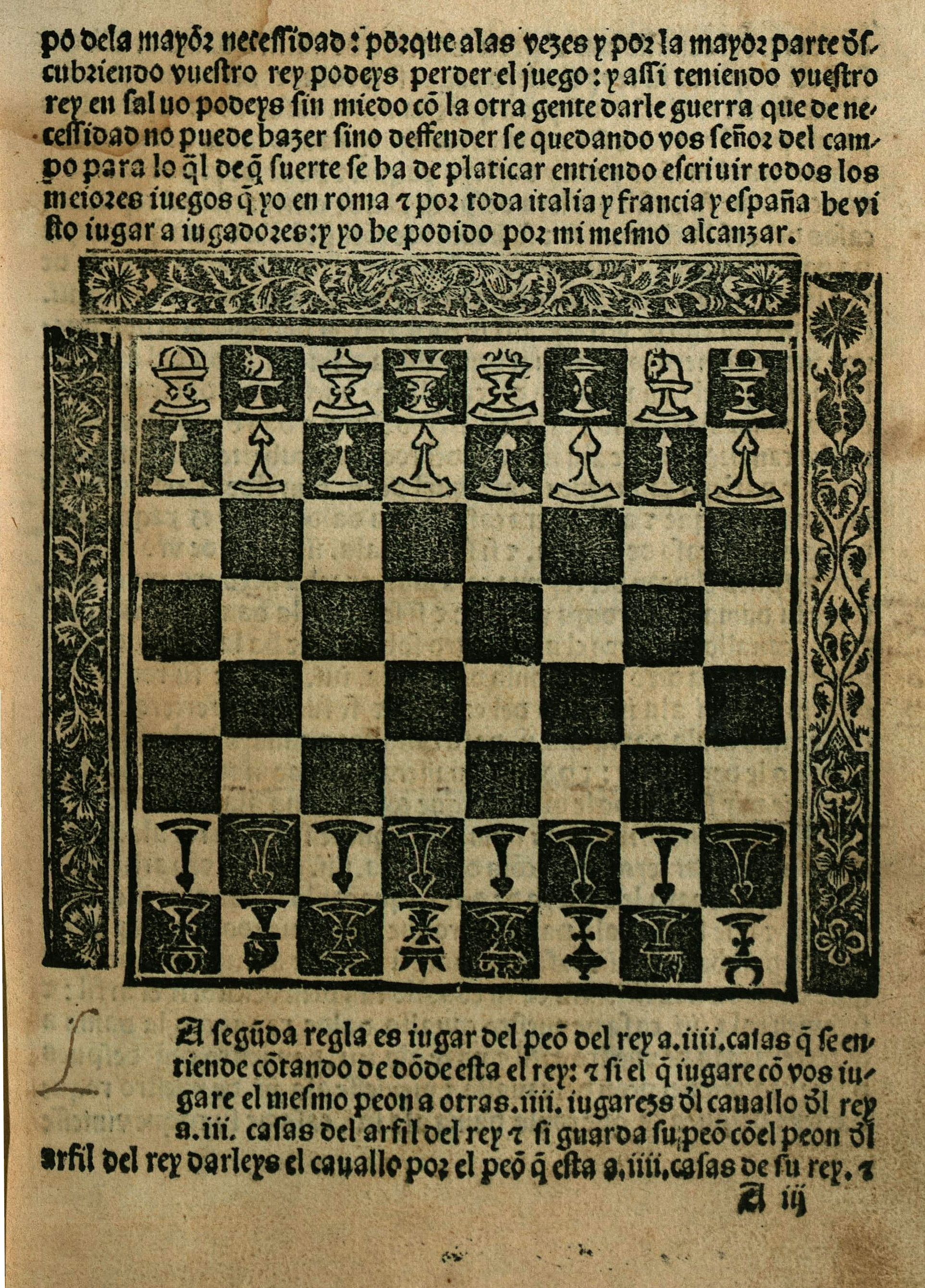
En sida ur Lucenas bok

Lucenas bok har titeln Repetición de Amores y Arte de Ajedrez. Det är en inkunabel som publicerades i Salamanca 1497 och producerades av den tyske boktryckaren Leonard Hutz.
Boken består av två delar. Den första är en uppsats om kärlek som inte har med schack att göra. Den andra, som är längre och historiskt intressantare, är en lärobok i schack. Den behandlar både de äldre reglerna och de nya regler som introducerades under andra halvan av 1400-talet.
Boken innehåller 150 slutspelsställningar och schackproblem och beskriver en del schacköppningar. En del av problemen är sannolikt kopierade från en äldre bok av Francesc Vicent som inte finns bevarad. Delar av materialet i boken återfinns också i Göttingenmanuskriptet från ungefär samma tid så det är möjligt att Lucena är författare även till detta.
Lucena är också förknippad med en viktig ställning i tornslutspel som kallas Lucenas ställning. Den finns emellertid inte med i hans bok utan återfinns första gången i skrift i en bok av den italienske schackspelaren Alessandro Salvio från 1634.